# Мазераті (парк)

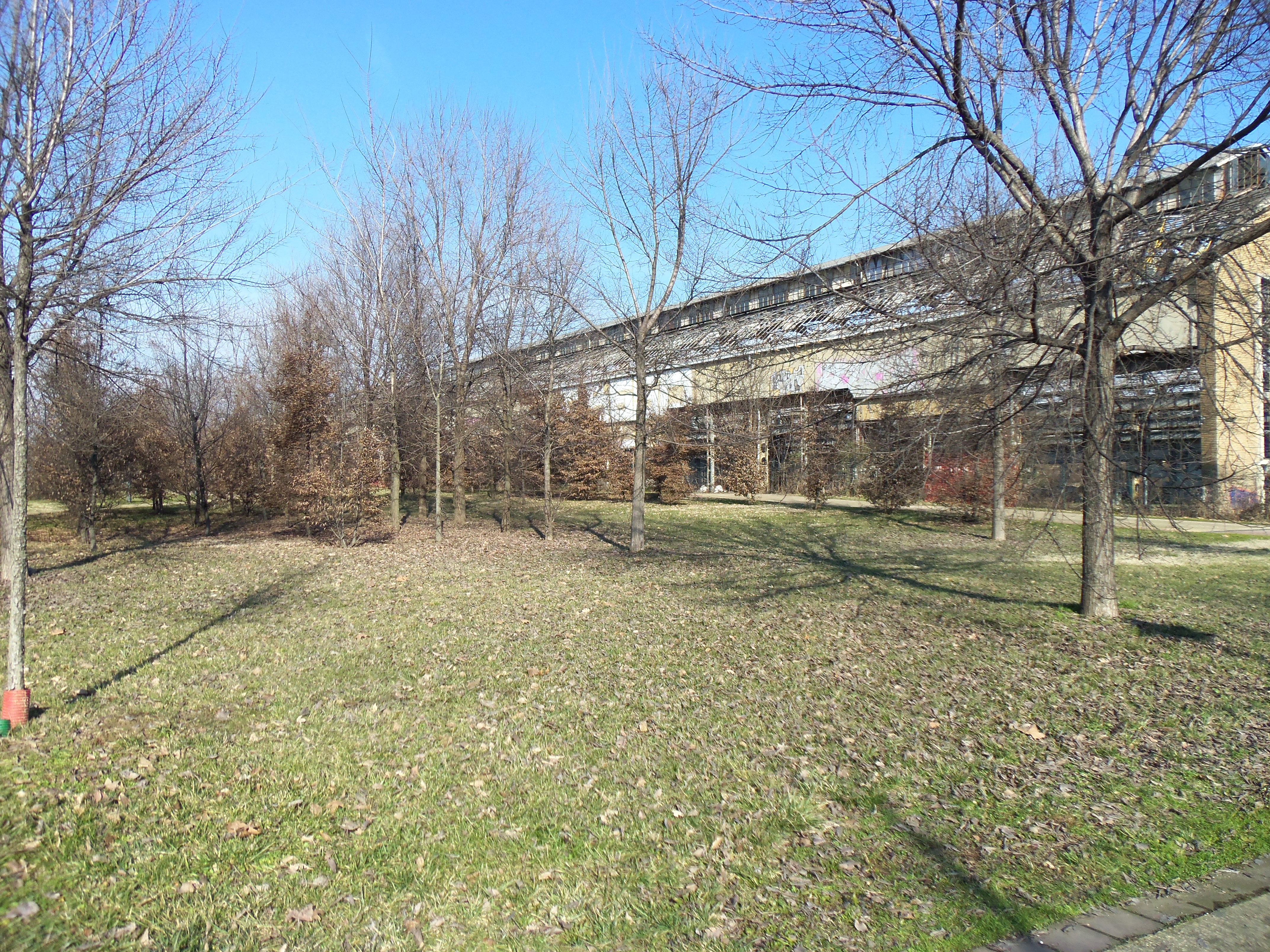

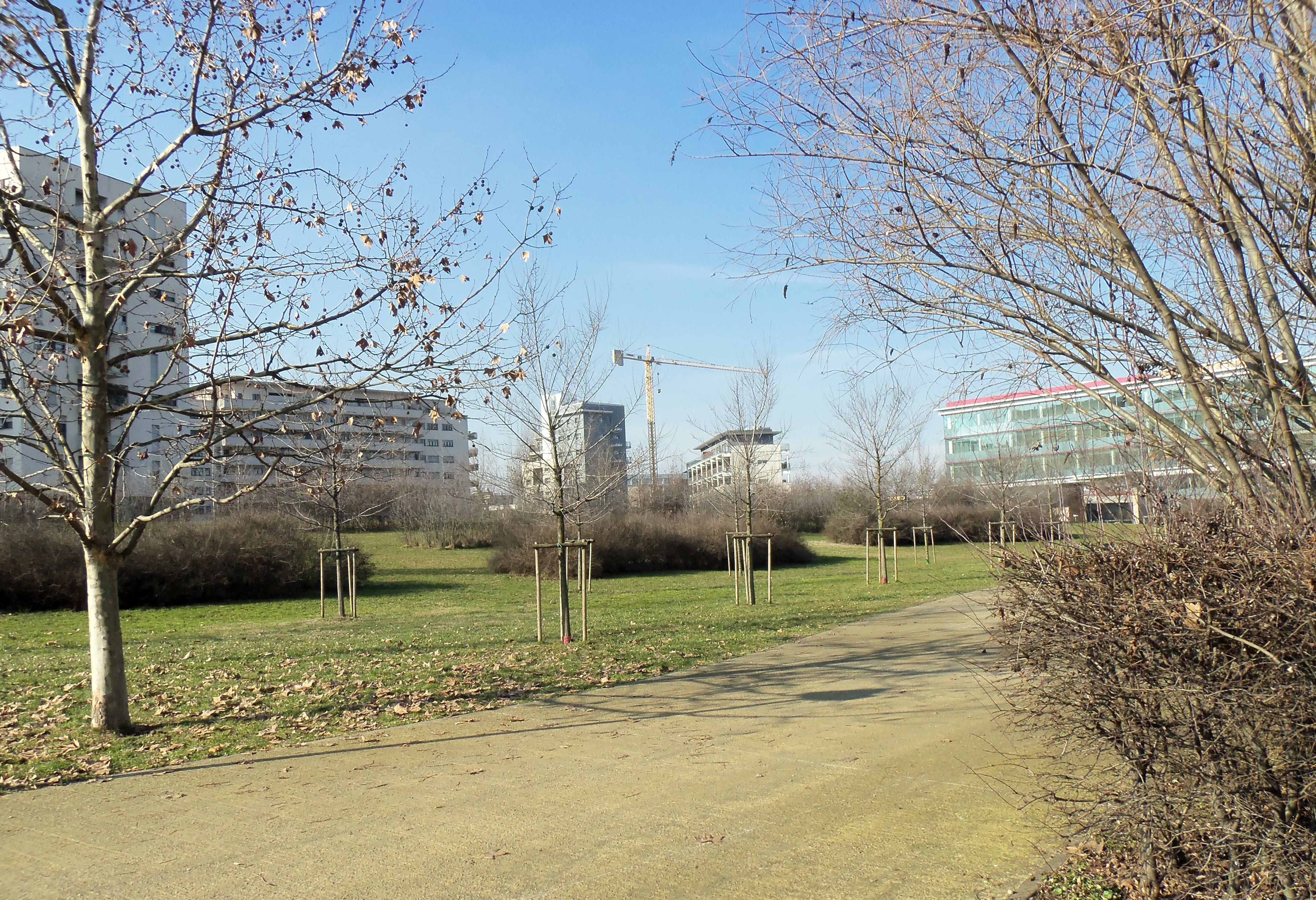

Парк Мазераті (Parco Maserati, Parco dell'Acqua) знаходиться в зоні 3, Мілан, Італія. Раніше на цій території була розташована частина індустріального комплексу Інноченті-Мазераті в Ламбрате (район Рубаттіно). Присутні такі види дерев: робінія, клен, граб, ясен, вільха, платан, тополя, дуб, верба.

## Історія
У 1993 році на цій території припинилася діяльність промислового комплексу Innocenti Maserati. У 1997 році міська влада Мілана провела конкурс ідей для плану оновлення міста, в результаті вирішили створити на цьому місці парк. 
Ставок, площа і монументальний фонтан в Парку Ламбро розроблені Луїджі Каччіа Домініоні; є велосипедні доріжки, 6 дитячих майданчиків і два — для собак.